# Пляшковий корок
|                                |  |  |
| Типова 21-зубцева кроненкришка |  |  |

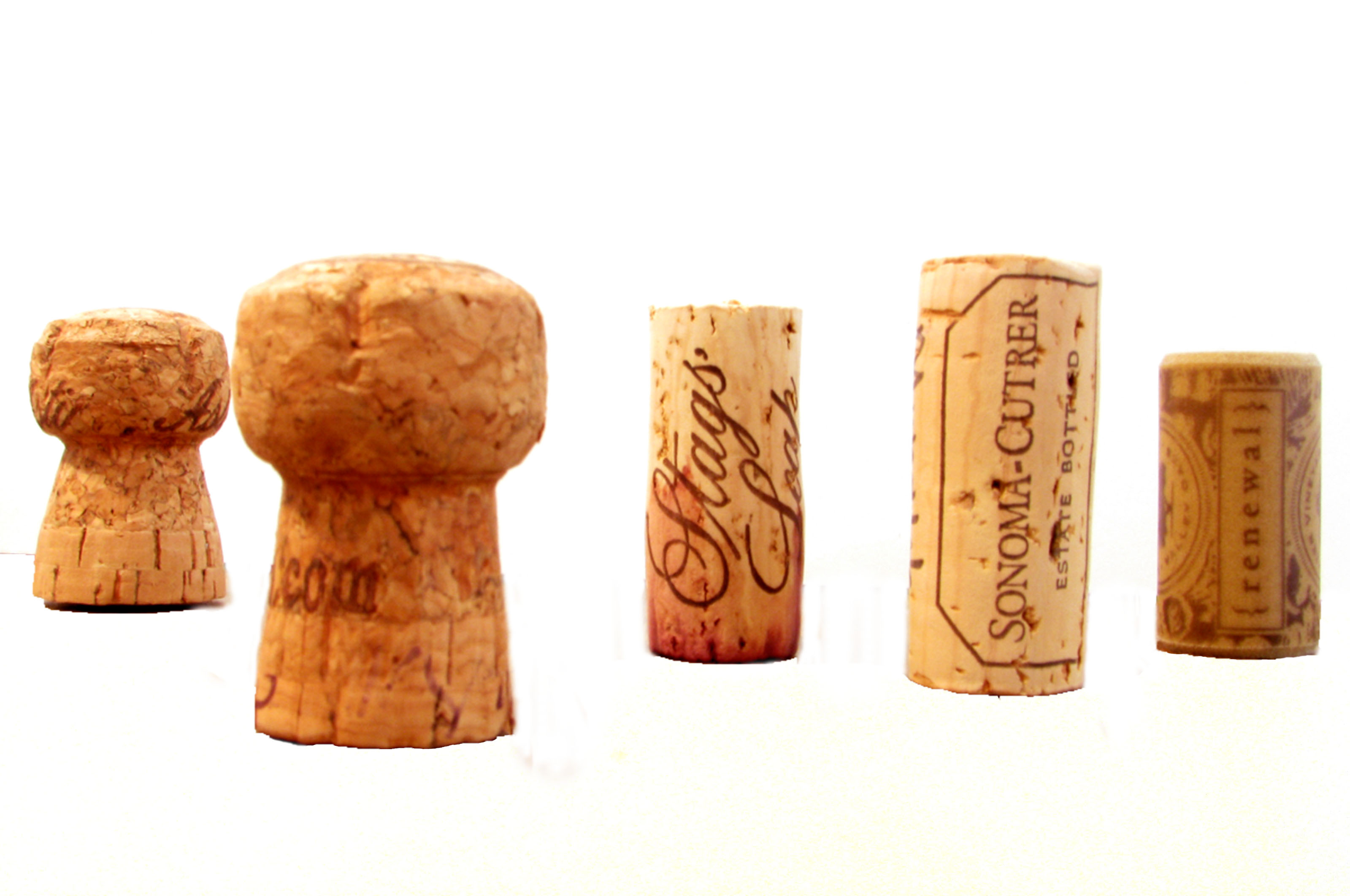
Корки для винних пляшок

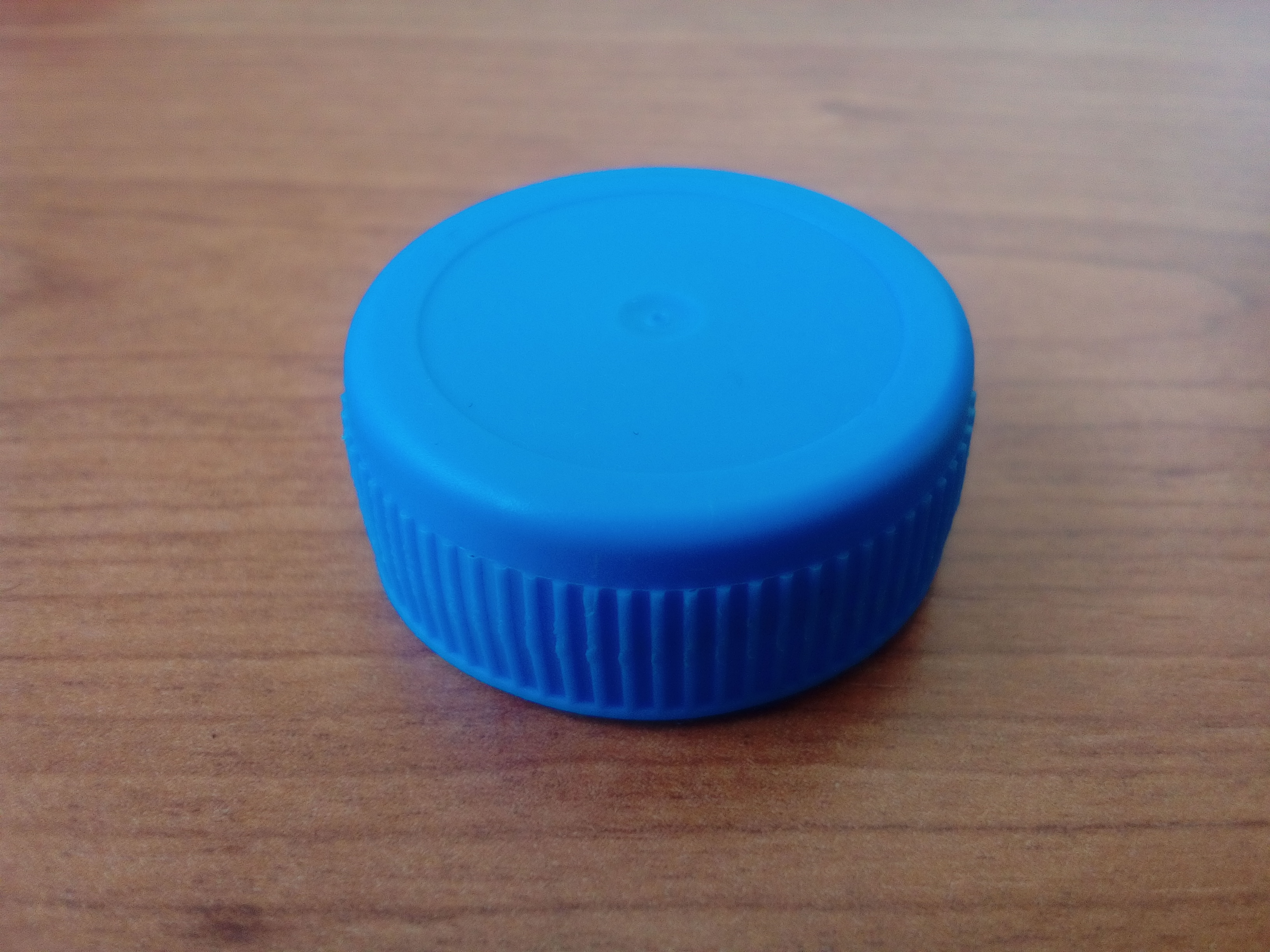
Поліетиленова кришка

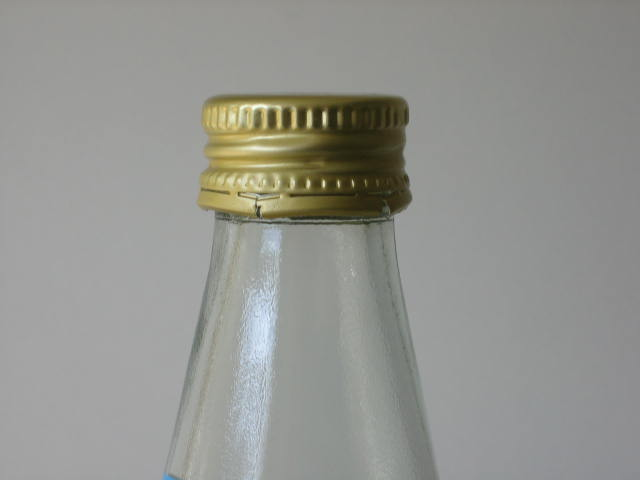
Гвинтова бляшана кришка

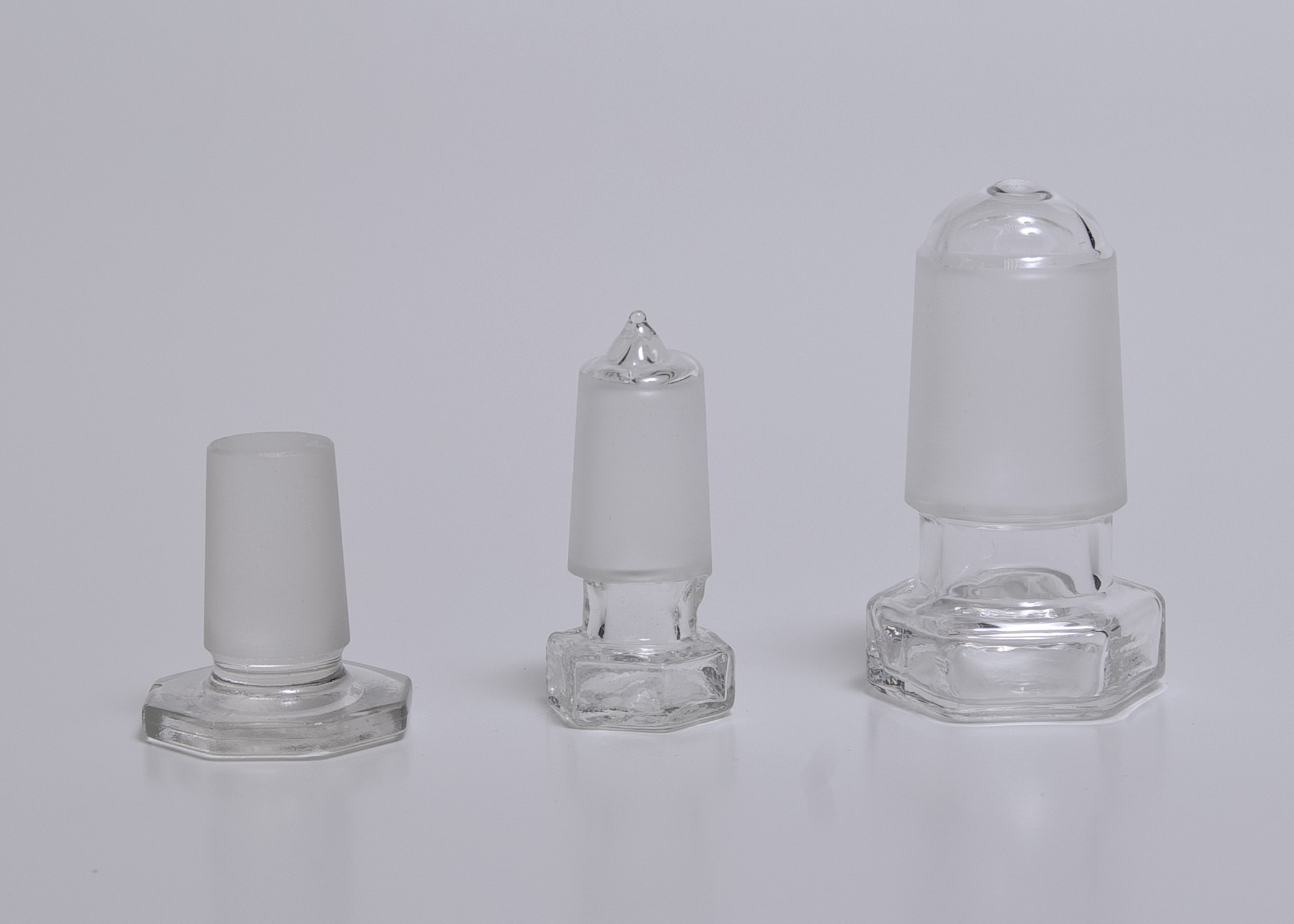
Скляні корки

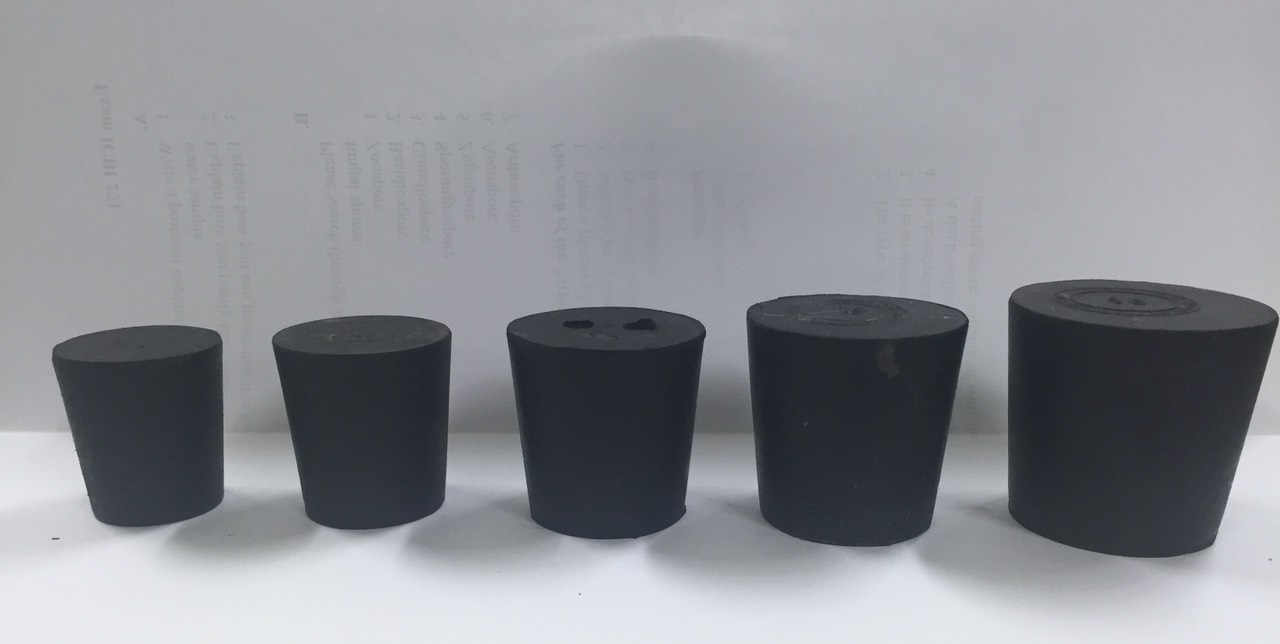
Гумові корки

Пляшковий корок, пляшкова пробка — затичка з якого-небудь матеріалу для закорковування пляшок. Слова «корок», «пробка» є також вжитковими назвами щодо кришечок, ковпачків для пляшок і флаконів.
Слово корок походить з нім. Kork через пол. korek, а пробка — з н.-нім. propke, prop(pe) або нід. prop через рос. пробка.

## Матеріал
Корки виготовляють з таких матеріалів: натуральний корок (винні пляшки, винні бочки, лабораторний посуд), бляха (пляшки для пива, горілки, лікерів), фольга (пляшки для молока), пластмаса (пластикові пляшки, пляшки для дешевого шампанського, лабораторний посуд), гума (медичний і лабораторний посуд), скло (лабораторний і столовий посуд), дерево (бочки).

## Види
Винний корок
Корки, призначені для винних пляшок, мають цілиндричну, конічну або грибоподібну форму. Їх роблять переважно з фелеми (корку) коркового дубу або бархату амурського (іноді використовують синтетичні матеріали). Головною перевагою натурального корку слід визнати його непроникність для більшості рідин (окрім кислот і сильних лугів), але не для газів, що має значення при дозріванні вина.
Завдяки добрій стискуваності природного матеріалу корок міцно тримається в горлечку пляшки, з силою втиснутий туди спеціальним пристроєм — укорковувачем. Такі властивості має у високому ступені лише вологий, особливо прогрітий парою корок. Висихаючи, він стає жорстким, тому при закорковуванні пляшок його попередньо розварюють. Зберігають винні пляшки в лежачому положенні, щоб рідина змочувала корок і не давала йому висохнути.
Корок у пляшок шампанського споряджається дротяною обв'язкою-мюзле.
Синтетичний винний корок (пластиковий корок) — використовується у пляшках для дешевого вина (зокрема, шампанського). Корки з синтетичного матеріалу (поліетилену, поліпропілену) використовують і для лабораторного посуду.
Виймають корки з пляшок за допомогою штопора.
Інші
- Кліп-кришка — кришка з важільним («кліповим») кріплінням, її відкривання і закривання здійснюється вручну й не вимагає ніяких допоміжних пристроїв
- Гвинтова кришка — кришка з внутрішньою гвинтовою нарізкою, може бути пластиковою і бляшаною.
  - Пластикова кришка — використовується у пластикових пляшках (для газованої і мінеральної води, квасу, олії), а також у скляних для деяких продуктів. Різновидом є так звана «спортивна кришка» (англ. sports cap), яка уможливлює пити воду з пляшки, не відкриваючи її цілком, що особливо зручно для тих, хто веде активний спосіб життя.
  - Бляшана кришка — використовується у пляшках для міцних напоїв (горілки, бренді). Виконана з тонкої бляхи, споряджена гвинтовою нарізкою.
- Кроненкришка — використовується в пляшках для пива, безалкогольних напоїв. Кроненкришки відкривають спеціальним ключем-відкривачкою, зараз з'явилися і відгвинтні модифікації кроненкришок (англ. Easy Pull Bottle Cap), які можна відкрити і рукою.
- Кришка з фольги — використовується у пляшках для молока.
- Чіп — дерев'яний корок для закорковування винних і пивних бочок.
- Скляний корок — використовується для лабораторного, а також деяких видів столового посуду (карафи, декантери, декоративні пляшки). Корки лабораторного посуду для забезпечення герметичності роблять притертими. Іноді такий корок «заїдає» в горлечку, для відкорковання застосовують різні способи. Найпростіший з них — нагрівання в гарячій воді протягом 30-50 с. Часто заїдання трапляється в ємностей для лугів, відкоркувати їх вдається не завжди, тому луги не рекомендується зберігати в посудинах з притертими корками.
- Гумовий корок — використовується для лабораторного посуду, зберігання деяких лікарських форм. Іноді виникає потреба проробити отвір у корку, для цього використовують коркові свердла.

## Галерея

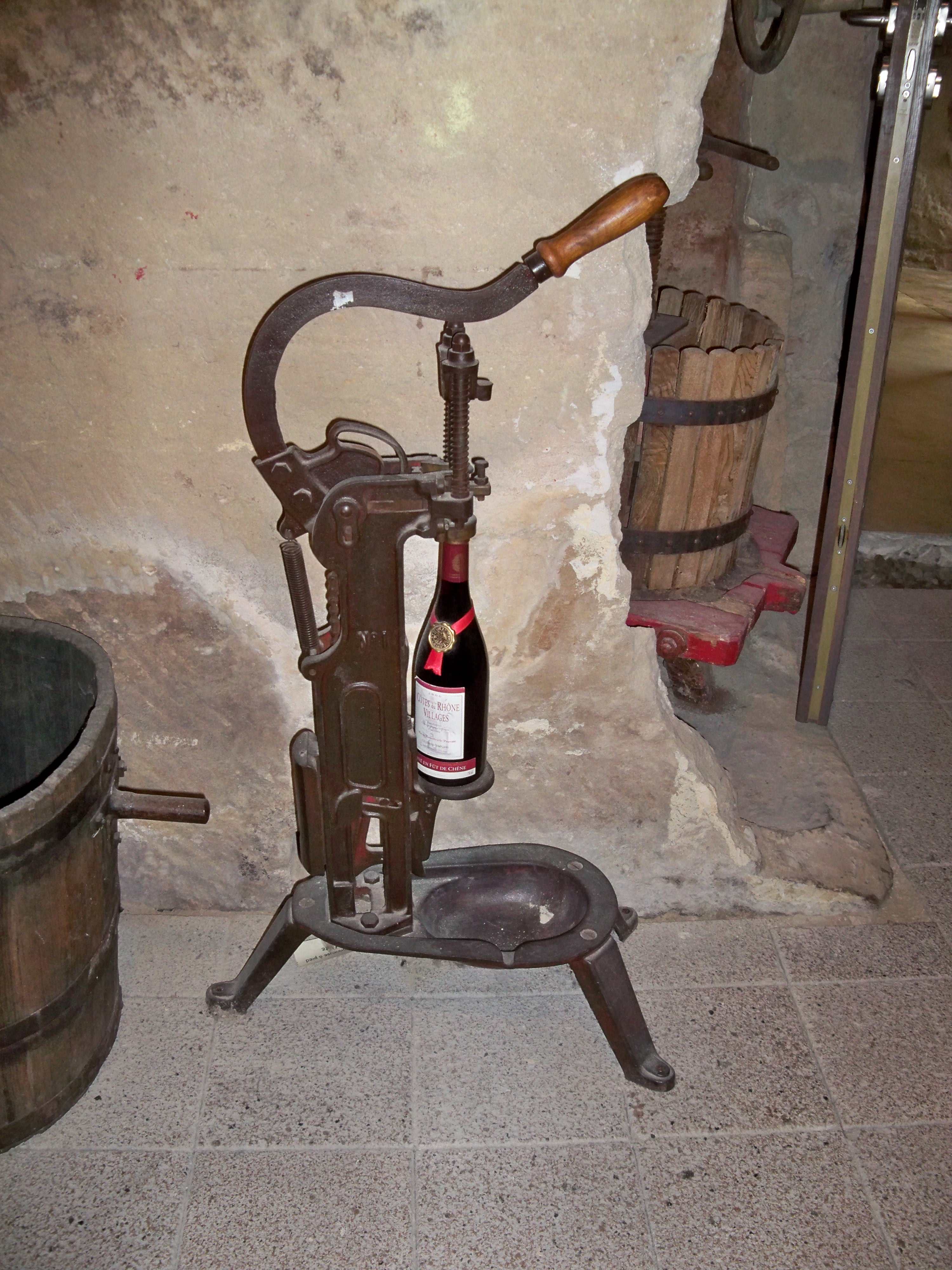
Укорковувач винних пляшок
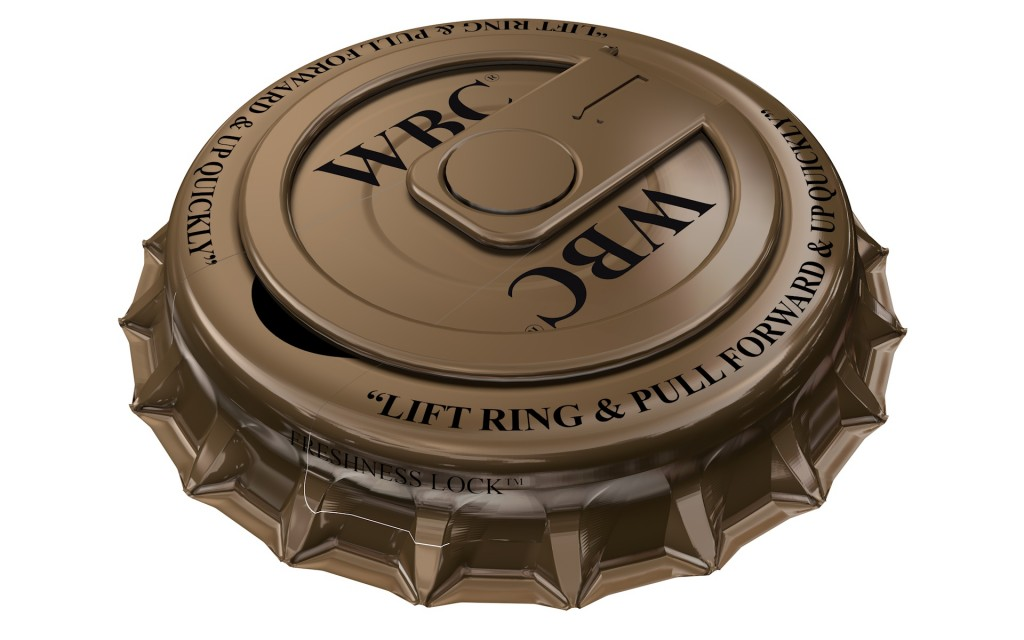
Кроненкришка з гвинтовою нарізкою (Easy Pull Bottle Cap)
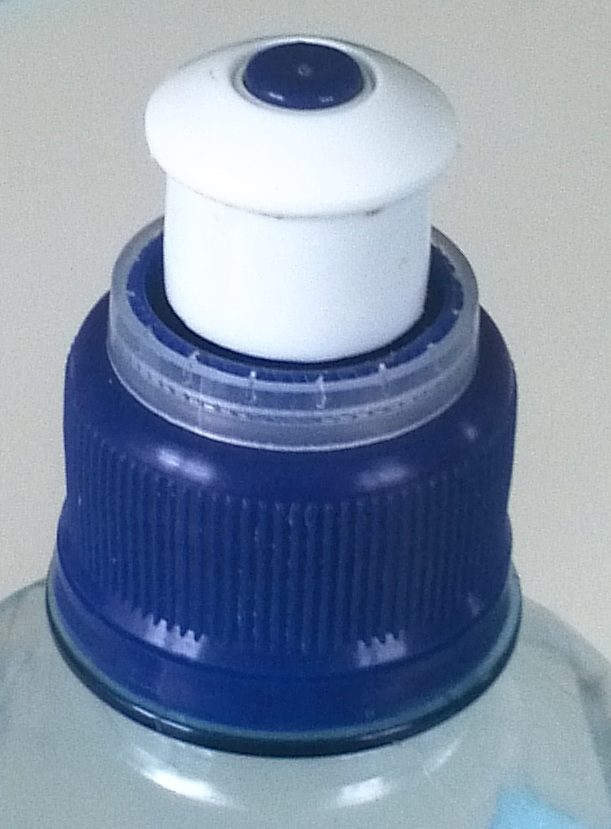
«Спортивна» кришка в закритому положенні
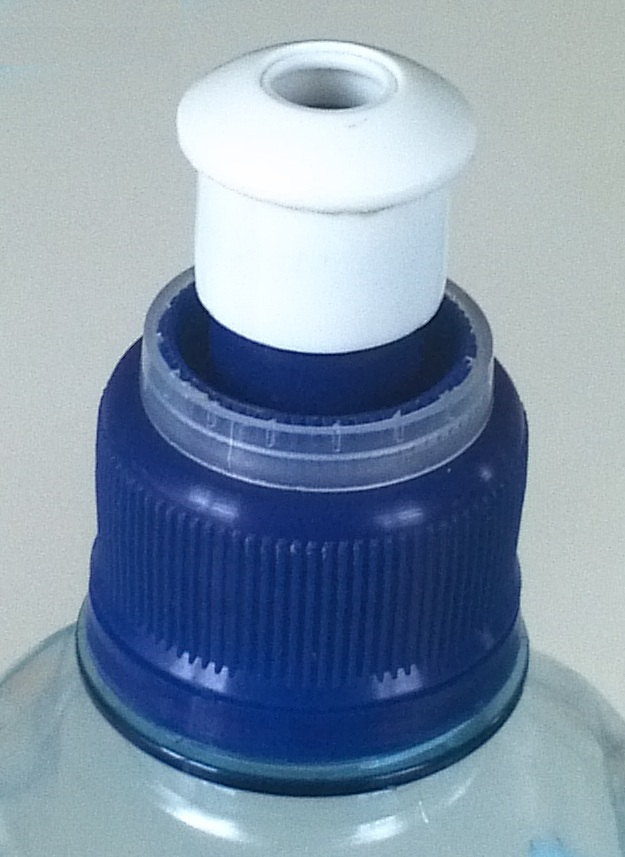
«Спортивна» кришка в відкритому положенні
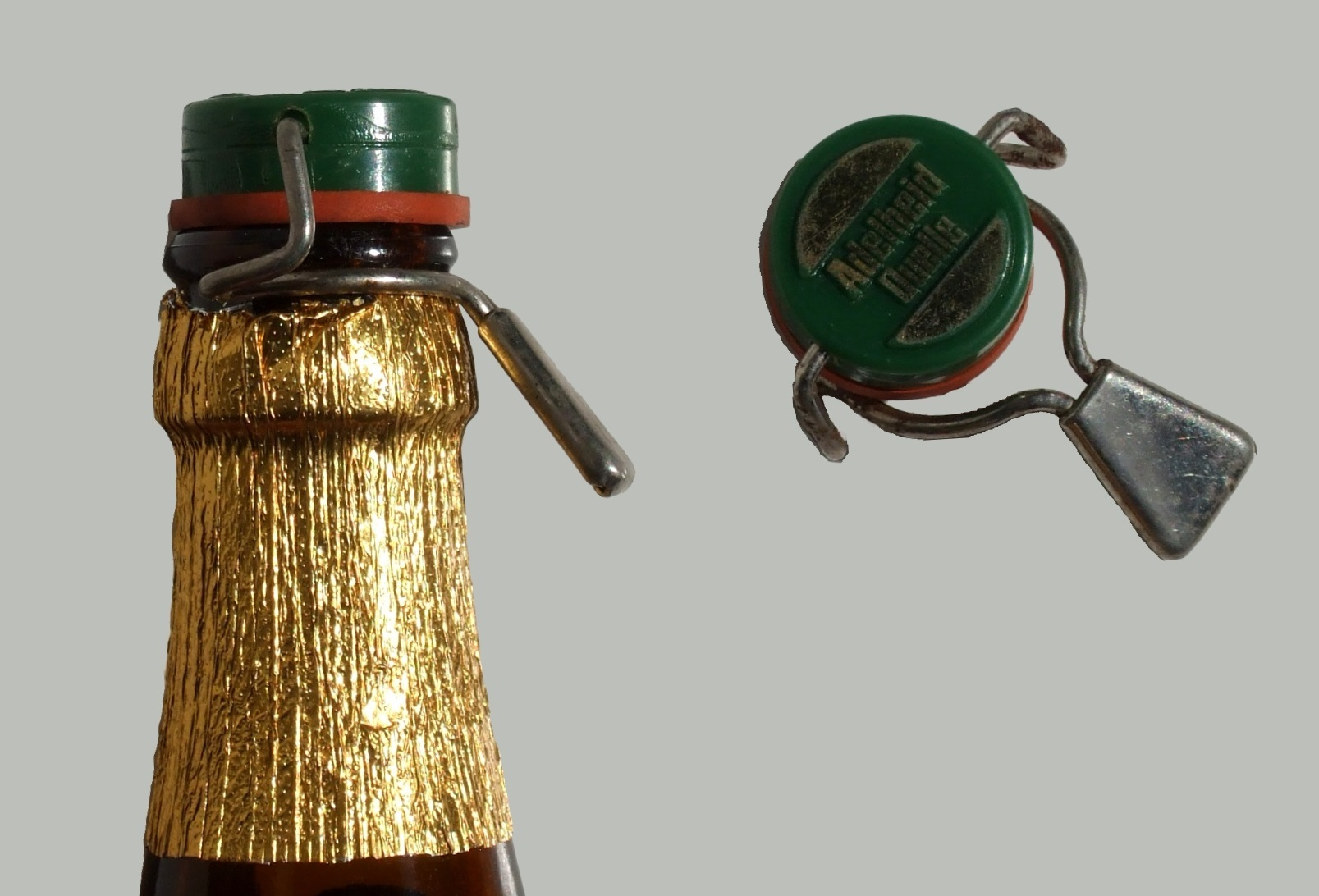
Кліп-кришка